# 李察·張伯倫
喬治·李察·張伯倫（英語：George Richard Chamberlain，1934年3月31日—2025年3月29日），美國男演員及歌手。青少年時期，他憑藉主演電視劇《季爾德醫生》（1961年至1966年）中而成名。從那時起，張伯倫又參演了迷你劇《幕府將軍》（1980年）、《刺鳥》（1983年）以及許多成功的電影，如《豪情三劍客》（1973年）、《四劍客》（1974年）、《火燒摩天樓》（1974年）和《最後大浪》（1977年）。
1985年和1986年，他與莎朗·史東共同主演了冒險動作片《老天發威》及其續集《黃金雨》。此外，他也時常在舞台劇上演出。
2011年3月12日，張伯倫獲得了史泰格爾獎（德國）的藝術成就。張伯倫於2025年3月29日去世，享耆壽90歲。

## 早年
李察·張伯倫生於加利福尼亞州比佛利山，艾莎·溫妮弗雷德（Elsa Winnifred，娘家姓，後來改姓）與推銷員查爾斯·艾克斯姆·張伯倫（Charles Axiom Chamberlain）之子。1952年，張伯倫畢業於比佛利山高中，1956年起就讀波莫納學院。

## 逝世
2025年3月29日，也就是他91歲生日的前兩天，張伯倫在夏威夷州怀马纳洛因中風併發症去世。

## 外部連結
- 李察·張伯倫在互联网电影资料库（IMDb）上的資料（英文）
- 李察·張伯倫在豆瓣上的资料（简体中文）
- 互聯網百老匯資料庫（IBDB）上李察·張伯倫的資料（英文）
- 互联网外百老汇数据库（IOBDB）上李察·張伯倫的資料（英文）
- Richard Chamberlain in the glbtq Encyclopaedia
- Richard Chamberlain Online （页面存档备份，存于）
- Richard Chamberlain, Actor and Beyond, the most complete and regularly updated biography （页面存档备份，存于）
- （页面存档备份，存于） Richard Chamberlain's art website